# Nour Eddine Fatty
Nour Eddine Fatty (Zri-Zrat, 1962) è un musicista marocchino con cittadinanza italiana.
Le sue musiche si ispirano alle sonorità etniche del deserto e del Mediterraneo.Ha fondato diversi gruppi musicali, tra cui Azahara, Desert Sound e Jajouka, ha portato in Italia e all’estero le tradizioni musicali Gnawa e Jahjouka.

## Biografia
Cresciuto in una famiglia di musicisti, è immigrato in Italia nel 1993. Il suo primo album, dedicato al suo villaggio d'origine, Zri-Zat, è uscito nel 1998. 
Ha scritto e collaborato per varie colonne sonore tra cui con Tony Esposito per la colonna sonora del film Storie d’amore con i crampi (1995), con il gruppo Trancendental per il film Il bagno turco, vincitore del Globo d’Oro per la miglior colonna sonora (1997) e, sempre con i Trancendental, per la realizzazione della colonna sonora del film Elvjs & Merilijn di Armando Manni (1998). Ha inoltre partecipato come musicista e danzatore al film L’albero dei destini sospesi del regista algerino Amor Hakkar (presentato alla 54ª Mostra del Cinema di Venezia).
Ha scritto un'opera musicale  per Papa Giovanni Paolo II, rappresentata all'Auditorium del Vaticano nel 2005 e Advocata Nostra, inserita poi nel cd Alma Mater - Music from the Vatican (2009).

## Album
- 1998 – Zri-Zrat – Ludos
- 2000 – Gnawa & Jahjuka Trance – Cous Cous, Compagnia Nuove Indye
- 2002 – Coexist – CNI Compagnia Nuove Indye Srl, Elleu Multimedia
- 2002 – Coexist – Éditions Milan Music
- 2003 – Taragnawa – Compagnia Nuove Indye
- 2004 – Marocco Blues – Not On Label
- 2010 – Morocco Traditional Songs & Music - Bahja – ARC Music
- 2019 – Jedba: Spiritual Music From Morocco – ARC Music

## Opere
- L'esilio del flautista, Compagnia Nuove Indie, 2022, ISBN 979-1280378323